# Ульм (Арканзас)
Ульм (англ. Ulm, Arkansas) — город, расположенный в округе Прери (штат Арканзас, США) с населением в 205 человек по статистическим данным переписи 2000 года.

## География
По данным Бюро переписи населения США город Ульм имеет общую площадь в 0,78 квадратных километров, водных ресурсов в черте населённого пункта не имеется.
Город Ульм расположен на высоте 63 метра над уровнем моря.

## Демография
По данным переписи населения 2000 года в городе Ульм проживало 205 человек, 60 семей, насчитывалось 85 домашних хозяйств и 89 жилых домов. Средняя плотность населения составляла около 292,9 человек на один квадратный километр. Расовый состав города по данным переписи распределился следующим образом: 93,17 % белых, 3,90 % — чёрных или афроамериканцев, 1,95 % — представителей смешанных рас, 0,98 % — других народностей. Испаноговорящие составили 0,98 % от всех жителей города.
Из 85 домашних хозяйств в 30,6 % — воспитывали детей в возрасте до 18 лет, 47,1 % представляли собой совместно проживающие супружеские пары, в 16,5 % семей женщины проживали без мужей, 29,4 % не имели семей. 28,2 % от общего числа семей на момент переписи жили самостоятельно, при этом 14,1 % составили одинокие пожилые люди в возрасте 65 лет и старше. Средний размер домашнего хозяйства составил 2,41 человек, а средний размер семьи — 2,88 человек.
Население города по возрастному диапазону по данным переписи 2000 года распределилось следующим образом: 23,9 % — жители младше 18 лет, 6,8 % — между 18 и 24 годами, 25,9 % — от 25 до 44 лет, 26,8 % — от 45 до 64 лет и 16,6 % — в возрасте 65 лет и старше. Средний возраст жителей составил 43 года. На каждые 100 женщин в городе приходилось 88,1 мужчин, при этом на каждые сто женщин 18 лет и старше приходилось 85,7 мужчин также старше 18 лет.
Средний доход на одно домашнее хозяйство в городе составил 31 458 долларов США, а средний доход на одну семью — 32 083 доллара. При этом мужчины имели средний доход в 30 536 долларов США в год против 18 750 долларов среднегодового дохода у женщин. Доход на душу населения в городе составил 13 428 долларов в год. 4,4 % от всего числа семей в округе и 5,2 % от всей численности населения находилось на момент переписи населения за чертой бедности, при этом из них были моложе 18 лет и 12,8 % — в возрасте 65 лет и старше.